# NGC 7094
NGC 7094 est une nébuleuse planétaire située dans la constellation de Pégase. NGC 7094 a été découverte par l'astronome américain Lewis Swift en 1782.

## Observation
Avec une magnitude visuelle apparente de 13,4, on doit utiliser un télescope dont l'ouverture est d'au moins 250 mm pour l'observer.  

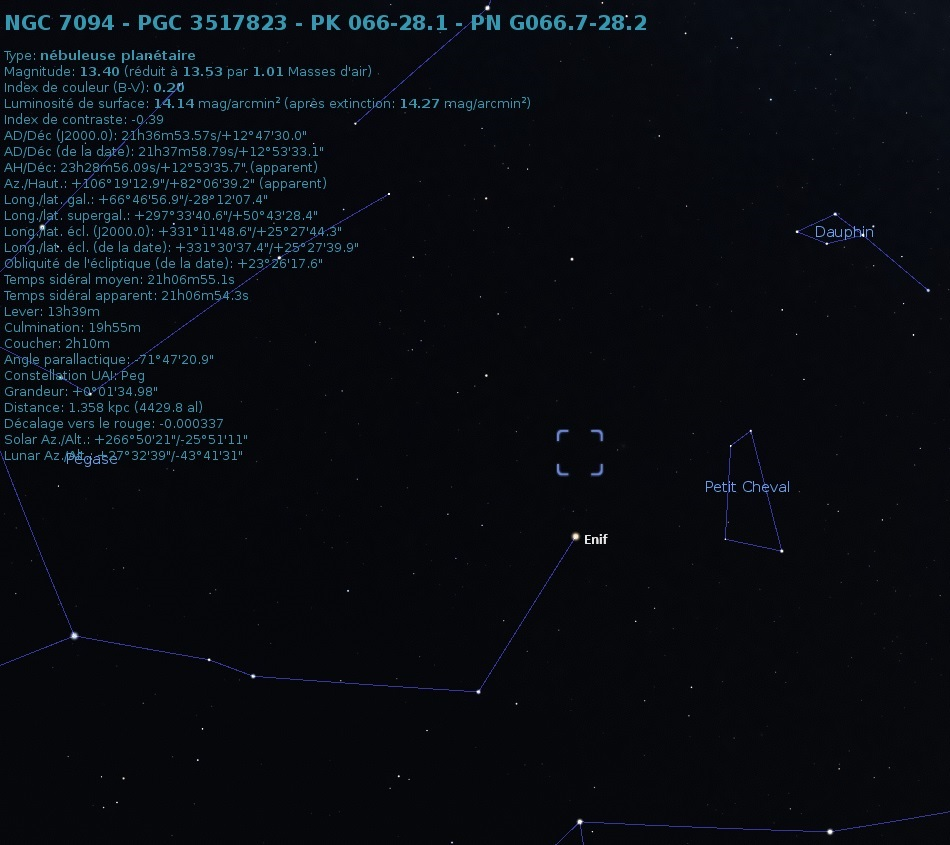
Localisation de NGC 7094 dans la constellation de Pégase (Stellarium).

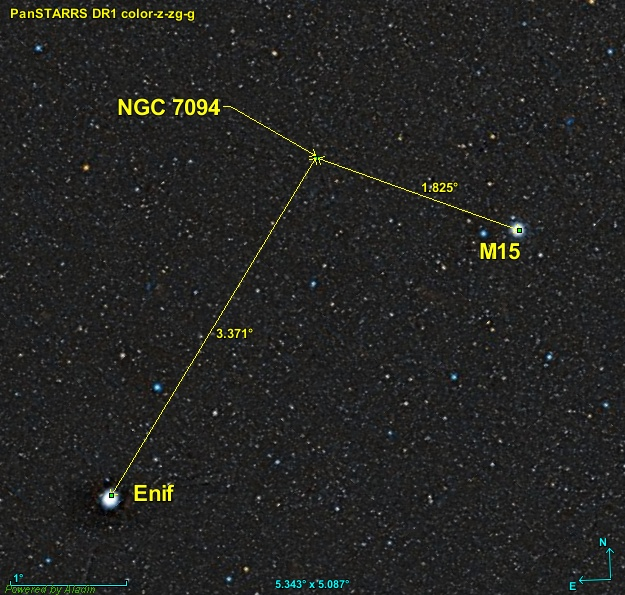
Position de NGC 7094 par rapport à une étoile de la constellation de Pégase et à l'amas globulaire M15.

La nébuleuse NGC 7094 est située à environ 3,4 degrés au nord-ouest d'Enif (Epsilon Pegasi) et à environ 1,8 degré au sud-est de l'amas globulaire M15.

## Caractéristiques

### Distance, taille et vitesse
Le logiciel en ligne Aladin Lite permet de consulter les données astronomiques de plusieurs catalogues, dont le « GAIA EARLY DATA RELEASE 3 (GAIA EDR3) ». La parallaxe de NGC 7094 est égale à 0,604 2 ± 0,033 6 mas, ce qui correspond à une distance de 1655 +97
−87 pc.
La base de données Simbad indique quatre valeurs de la distance: 1,382 ± 0,276 kpc, 1 655,081 ± 92,040 3 pc, 1 626,280 7 ± 155,249 1 pc et 1 358 pc.
La taille apparente de la nébuleuse est de 1,57 minutes d'arc, ce qui, compte tenu de la distance et grâce à un calcul simple, équivaut à une taille réelle de 2,34 +0,15
−0,13 al. Le rayon de la nébuleuse, lui, est estimé à 0,393 pc.
Deux valeurs très imprécises de la vitesse sont indiquées sur la base de données Simbad, soit 2 ± 72 km/s et −1 ± 34 km/s.

### Âge
L'âge de NGC 7094 est d'environ 7 770 ans.

## Étoile centrale
L'étoile centrale de NGC 7094 est une étoile de type PG 1159, c'est-à-dire un étoile dans une phase transitoire vers une naine blanche.
La magnitude visuelle de cette étoile est égale à 13,59 et sa masse est estimée à 1,791 {\displaystyle M_{\odot }}. Sa température de surface atteint les 110 kK ({\displaystyle Log(T_{eff})=5,04}) et sa luminosité est égale à 5 129 {\displaystyle L_{\odot }} ({\displaystyle Log(L/L{\odot })=3,71}).